# Tuzigoot Museum
Le Tuzigoot Museum – ou Tuzigoot Visitor Center – est un musée archéologique et un office de tourisme situé dans le comté de Yavapai, en Arizona, dans le sud-ouest des États-Unis. Protégé au sein du Tuzigoot National Monument, il est géré par le National Park Service. Il présente des artefacts trouvés au sein du Tuzigoot Pueblo et à proximité ainsi que la culture des Sinaguas à laquelle ils se rattachent.
Construit en 1935-1936, le bâtiment a probablement été dessiné par un architecte du National Park Service, ce qui permet de le rattacher au style rustique du National Park Service, car il en respecte par ailleurs les exigences matérielles. Il est inscrit au Registre national des lieux historiques depuis le 9 septembre 2010.